# Eusyllis kerguelensis
Eusyllis kerguelensis är en ringmaskart som beskrevs av Terry T. McIntosh 1885. Eusyllis kerguelensis ingår i släktet Eusyllis och familjen Syllidae.
Artens utbredningsområde är havet kring Nya Zeeland. Inga underarter finns listade i Catalogue of Life.